# Ілмарс Бріціс
Ілмарс Бріціс (латис. Ilmārs Bricis; 9 липня 1970, Рига) — латвійський біатлоніст, дворазовий призер чемпіонатів світу з біатлону, чемпіон світу з літнього біатлону, призер етапів  Кубка світу.

## Виступи на Олімпійських іграх
| Рік  | Міце проведення | Інд | Спр | Пр | МС | Ест |
| 1992 | Альбервіль      | 61  | 39  |    |    | 16  |
| 1994 | Ліллегаммер     |     | 41  |    |    | 16  |
| 1998 | Наґано          | 5   | 32  |    |    | 6   |
| 2002 | Солт-Лейк-Сіті  | 39  | 40  | 51 |    | 17  |
| 2006 | Турин           | 19  | 12  | 4  | 28 | 16  |
| 2010 | Ванкувер        | 74  | 14  | 32 |    | 19  |

## Виступи на Чемпіонатах світу
| Рік  | Міце проведення      | Інд | Спр | Пр | МС | Ест | ЗМ |
| 1995 | Антхольц-Антерсельва | 69  | 35  |    |    | 12  |    |
| 1996 | Рупольдінг           | 30  | 13  |    |    | 11  |    |
| 1997 | Брезно-Осрбліє       | 16  | 23  | 18 |    | 12  |    |
| 1998 | Поклюка              |     |     | 9  |    |     |    |
| 1999 | Контіолахті          |     | 12  | 6  |    | 5   |    |
| 1999 | Осло                 | 10  |     |    | 15 |     |    |
| 2000 | Осло                 | DNF | 30  | 31 | 14 |     |    |
| 2000 | Лахті                |     |     |    |    | 6   |    |
| 2001 | Поклюка              | 3   | 40  | 22 | 8  | 9   |    |
| 2003 | Ханти-Мансійськ      | 18  | 33  | 12 | 4  | 12  |    |
| 2004 | Обергоф              | 30  | 45  | 28 |    | 13  |    |
| 2005 | Гохфільцин           | 38  | 3   | 14 | 13 | 9   |    |
| 2007 | Антхольц-Антерсельва |     | DNS |    |    | 12  | 17 |
| 2008 | Естерсунд            | 15  | 18  | 13 | 12 | 13  |    |
| 2009 | Пхьончхан            | 48  | 25  | 38 |    | 17  |    |
| 2011 | Ханти-Мансійськ      | 58  | 20  | 36 |    | 14  | 18 |

## Кар'єра в Кубку світу
- Дебют в кубку світу — 4 березня 1993 року в індивідуальній гонці в Ліллегаммері — 100 місце.
- Перше попадання в залікову зону — 21 січня 1995 року в спринті в Обергофі — 4 місце.
- Перше попадання до квіткового подіуму — 21 січня 1995 року в спринті в Обергофі — 4 місце.
- Перше попадання на подіум — 7 березня 1998 року в спринті в Поклюці — 3 місце.

## Загальний залік в Кубку світу
- 1994—1995 — 48-е місце (27 очок)
- 1995—1996 — 56-е місце (13 очок)
- 1996—1997 — 50-е місце (21 очко)
- 1997—1998 — 11-е місце (161 очко)
- 1998—1999 — 23-е місце (131 очко)
- 1999—2000 — 20-е місце (163 очки)
- 2000—2001 — 17-е місце (275 очок)
- 2001—2002 — 28-е місце (194 очки)
- 2002—2003 — 18-е місце (290 очок)
- 2003—2004 — 62-е місце (22 очка)
- 2004—2005 — 16-е місце (319 очок)
- 2005—2006 — 18-е місце (358 очок)
- 2006—2007 — 39-е місце (72 очка)
- 2007—2008 — 38-е місце (115 очок)
- 2008—2009 — 80-е місце (31 очко)
- 2009—2010 — 48-е місце (86 очок)
- 2010—2011 — 55-е місце (100 очок)